# Вэйхэ (приток Хуанхэ)
Вэйхэ́ (кит. упр. 渭河, пиньинь Wèihé), ранее известная также как Вэйшуй  (渭水; Wèishuǐ) — река в Китае, правый приток реки Хуанхэ (самый крупный приток этой реки), в провинциях Ганьсу и Шэньси. Длина 818 км, площадь бассейна 135 тыс. км². Исток в горах Лунси, основной частью протекает по продольной ложбине между горами Бэйшань и хребтом Циньлин (исторический регион Гуаньчжун).
Муссонный режим. Используется для орошения.
На Вэйхэ — города Лунси, Ганьгу, Тяньшуй, Баоцзи, Сяньян, Вэйнань.
Долина реки Вэйхэ — Гуаньчжун — древнейший земледельческий район Китая. Здесь найдены следы неолитической культуры Яншао. Этот регион был местом первоначального обитания племени чжоу, центром царства Чжоу и Западного Чжоу. В Период Сражающихся царств был западной окраиной китайской цивилизации и входил в царство Цинь, являясь его центральной частью. После объединения Китая под властью Цинь долина Вэйхэ стала центром империи Цинь, а затем — империй Хань, Суй и Тан. Здесь находилась столица этих империй город Чанъань (современный Сиань).
В сентябре 2003 года сильные дожди привели к наводнению на реке, в результате которого более 30 человек погибло и более 300 тыс. было временно эвакуировано.